# Кинта дел Вадо (Емилијано Запата)
Кинта дел Вадо (шп. Quinta del Vado) насеље је у Мексику у савезној држави Веракруз у општини Емилијано Запата. Насеље се налази на надморској висини од 938 м.

## Становништво
Према подацима из 2010. године у насељу су живела 2 становника.

### Хронологија
| Година       | 2000 | 2005      | 2010 |
| ------------ | ---- | --------- | ---- |
| Становништво | 1    | 3 (0 / 3) | 2    |

### Попис
| # | Индикатор                     | Вредност |
| - | ----------------------------- | -------- |
| 1 | Укупно домаћинстава           | 3        |
| 2 | Укупно насељених домаћинстава | 2        |
| 3 | Величина локације             | 1        |